# Northumberland Park (stacja kolejowa)
Northumberland Park – stacja kolejowa w Londynie położona w dzielnicy Haringey. Wszystkie pociągi kursujące przez tę stację obsługiwane są przez brytyjskiego przewoźnika National Express East Anglia. Otwarta została 15 września 1840 r. W systemie londyńskiej komunikacji miejskiej, należy do trzeciej strefy biletowej.

## Galeria

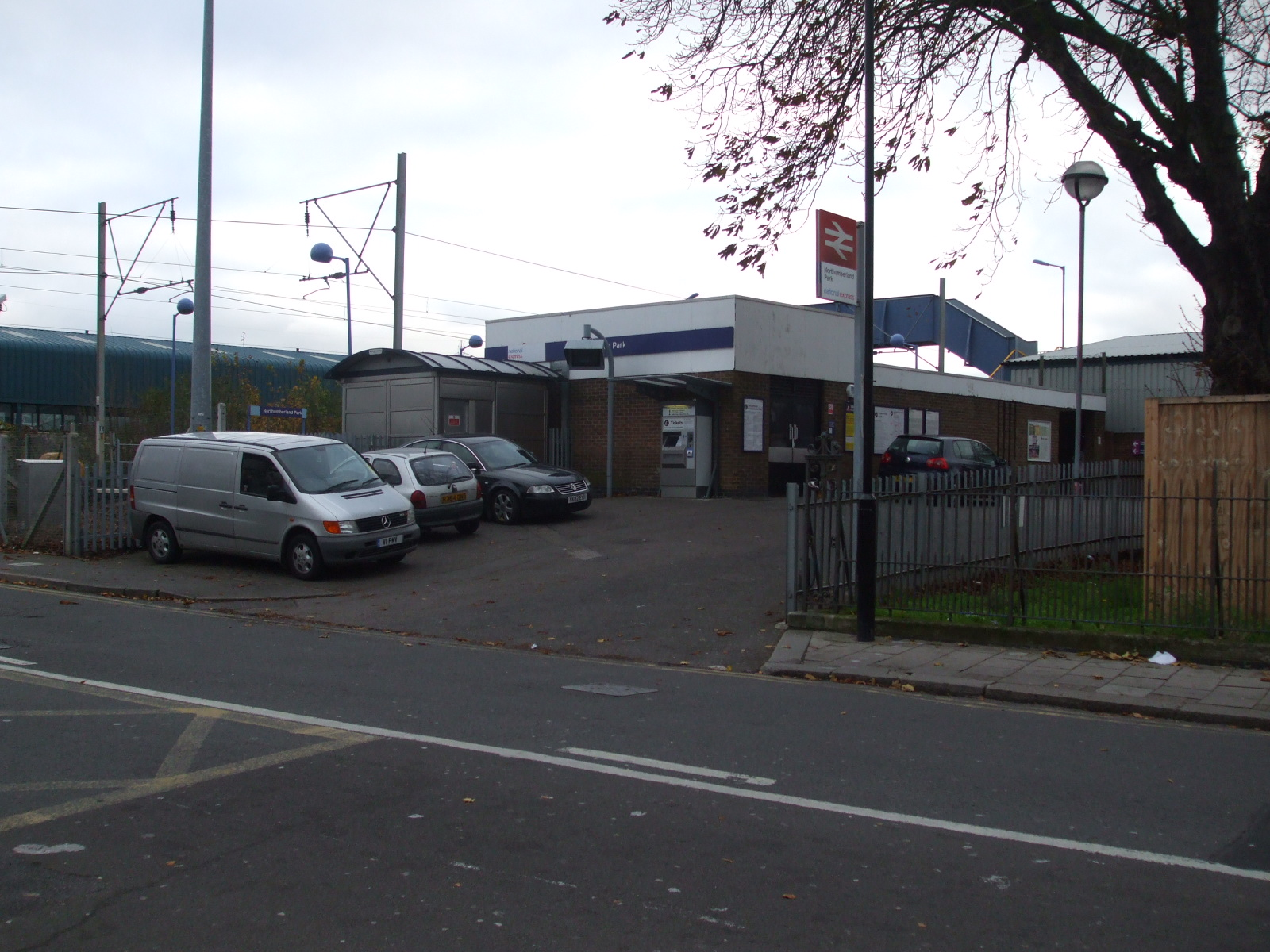
Wejście na stację
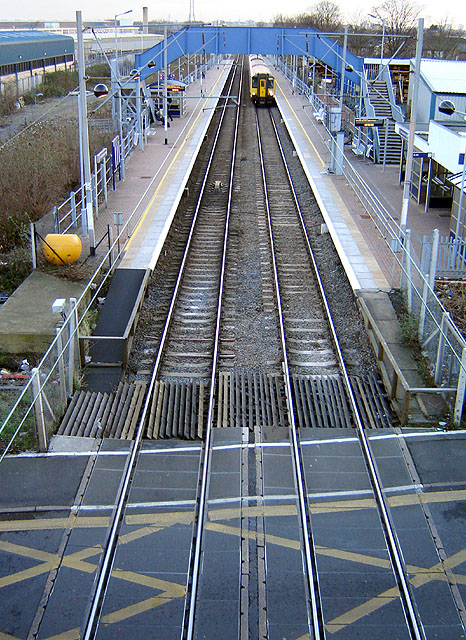
Widok na perony z góry
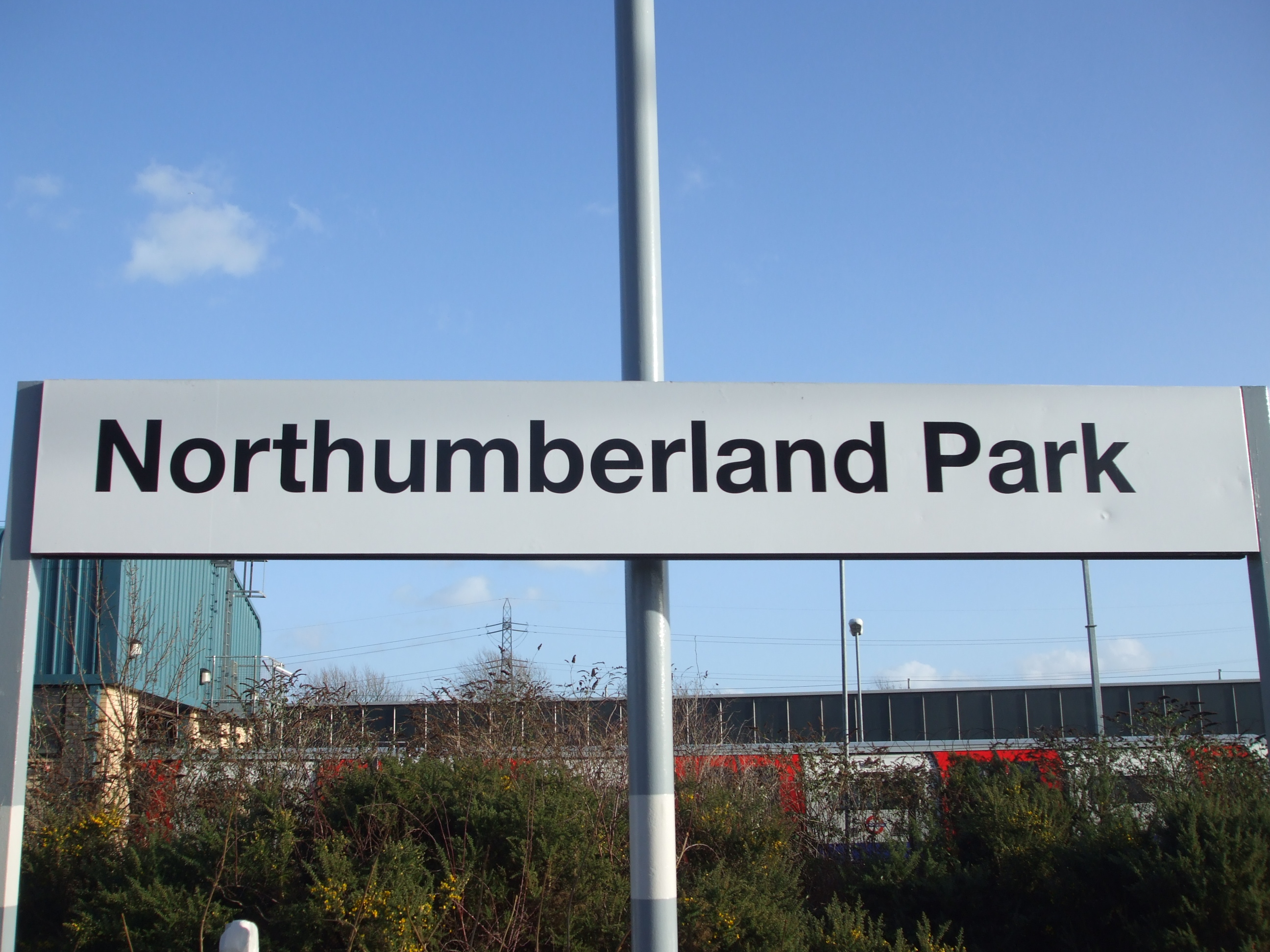
Tablica z nazwą stacji